# シンソウノイズ〜受信探偵の事件簿〜
『シンソウノイズ〜受信探偵の事件簿〜』（シンソウノイズ じゅしんたんていのじけんぼ）は、Azuriteより2016年12月22日に発売された18禁美少女アドベンチャーゲーム。2019年2月28日にはPlayStation 4移植版がdramatic createより発売された。
本作はライアーソフトがシナリオを手掛け、グラフィックをシルキーズプラスが手掛けた。

本作は萌えゲーアワード2016年度のゲームデザイン賞を受賞した。

## あらすじ
他人の心象を受信する能力を持つ橘一真が大都会近郊のベッドタウンである静乃宮にある「静乃宮学園」に入学してくじ引きで結成された行動班の仲間達と共に不可解な事件の解決に向かう。

## 登場人物
声優はPC版・PS4版共通。
橘 一真（たちばな かずま）
声：なし
身長：165cm
本作の主人公。他人の心象を受信してしまう能力者で、音と建前が存在するコミュニケーションには不慣れ。
雪本 さくら（ゆきもと さくら）
声：くすはらゆい
身長：160cm Bカップ
一真のクラスメイトで学級委員長。萌香以外の人間との交流は薄い。
桃園 萌花（ももぞの もか）
声：萌花ちょこ
身長：154cm Eカップ
一真のクラスメイトで優しい、無垢な心の持ち主。
風間 夏希（かざま なつき）
声：橘まお
身長：163cm Gカップ
一真のクラスメイト。 明るく活動的で気が強い反面、胸が大きいことを気にしている。
黒月 沙彩（くろつき さあや）
声：秋野花
身長：148cm Aカップ
一真のクラスメイトで成績は学年トップレベル。人懐っこい反面かなり胡乱な人物で、常に大きなクマのぬいぐるみを抱きしめている。
静乃宮学園は霊の住処だと断言しており、オカルトを否定する夏希とは仲が悪い。
大鳥 百合子（おおとり ゆりこ）
声：かわしまりの
身長：160cm Fカップ
一真のクラスメイト。地元の有力者の一人娘で好奇心と知識欲が強い。
北上 陽一（きたがみ よういち）
声：佐和真中
身長：178cm B型
一真のクラスメイトで単純で素朴な性格で言動は朴訥でよくモテる。
高永 瞬太（たかなが しゅんた）
声：小池竹蔵
身長：176cm A型
一真のクラスメイトで気さくで面倒見の良くそこそこのイケメンでモテたいという思いが強い。
奥山 歩（おくやま あゆむ）
橘だけに聞こえる「こころのこえ」。その声は感情どころか性別さえもわからない、機会音声じみたのっぺりした発音で聞こえる。
対象にまったく見当がつかない場合は人称もいい加減になる。

## スタッフ
- キャラクターデザイン・原画 - はましま薫夫
- シナリオ - 海原望、禾刀郷、茗荷谷甚六
- 音声制作 - Ayumi./折倉俊則

## Webラジオ
『シンソウノイズ〜くすはらゆい&橘まおのラジオ事件簿〜』のタイトルで、2016年10月13日から2017年1月26日まで音泉にて配信された。2017年5月26日にはSP回が、同年12月15日にはSP2回が配信された。パーソナリティはくすはらゆい（雪本さくら 役）、橘まお（風間夏希 役）。

## コミカライズ
伊東フミの作画で、マンガUP!にて2019年6月18日より2022年12月11日まで連載。2020年2月からガンガンONLINEでも遅れ連載された。
- シンソウノイズ〜受信探偵の事件簿〜1、2020年2月12日発売、ISBN 978-4757564695
- シンソウノイズ〜受信探偵の事件簿〜2、2023年2月7日発売、ISBN 978-4757583894